# 덱사메타손
덱사메타손(dexamethasone)은 코르티코스테로이드 약물의 일종이다. 류머티스 문제, 수많은 피부병, 심각한 알레르기, 천식, 만성 폐쇄성 폐질환, 크룹, 뇌부종, 또 결핵의 항생물질과 더불어 수많은 질병의 치료에 사용된다.
덱사메타손은 1957년 처음 만들어졌다. 의료제도에 필수적인, 가장 효과적이고 안전한 약물이 나열된 WHO 필수 약물 목록에 등재되어 있다.

### 합성

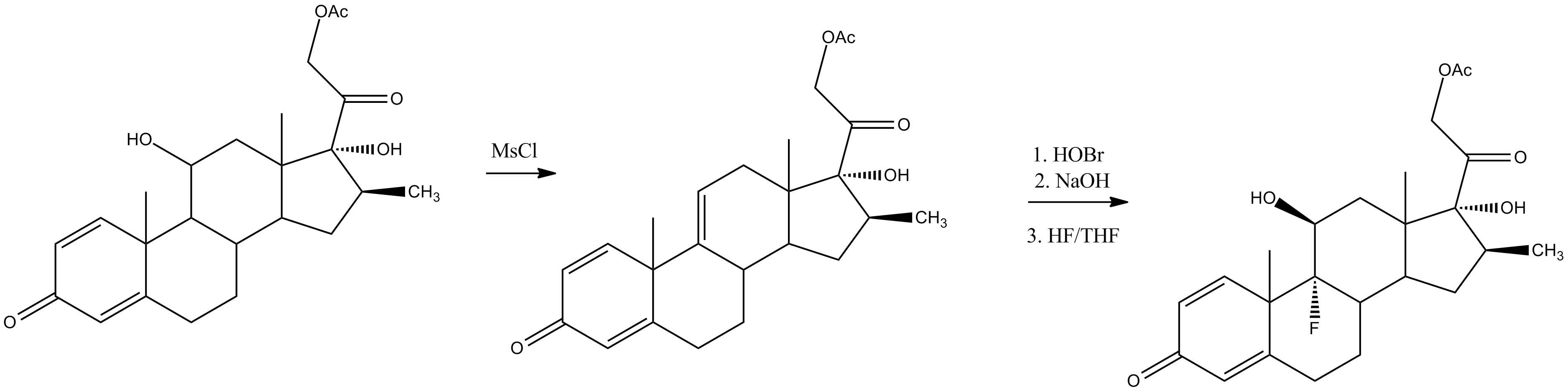
덱사메타손의 합성:

## 코로나19
백악관은 트럼프 대통령이 월터리드 군병원에서 항바이러스제 렘데시비르와 항염증 치료제 덱사메타손을 처방받았다고 밝혔다. 이 두 약물은 현재 세계적으로 널리 쓰이는 '유이한' 코로나19 치료제다. 오명돈 중앙임상위원회 위원장(서울대 감염내과 교수)은 2020년 8월 25일 기자회견에서 "그동안 진행한 많은 임상시험에서 효과와 안정성이 확인된 건 렘데시비르와 덱사메타손뿐"이라고 말했다.